# Qualifications pour le tournoi féminin de volley-ball (indoor) aux Jeux olympiques d'été de 2012/Europe
Pour un article plus général, voir Volley-ball (indoor) aux Jeux olympiques d'été de 2012 – Qualifications femmes.
Les qualifications olympiques européennes réunissent 27 nations et se déroulent entre le 27 août 2011 et le 6 mai 2012. Plusieurs phases sont nécessaires pour déterminer l'équipe qui obtiendra son ticket pour les Jeux.

## Tour éliminatoire

### Matchs retour
L'équipe du Danemark gagne le golden set 15-13 et se qualifie donc pour le prochain tour.

### Équipes qualifiées
- Danemark
- Suède
- Autriche

## Tournois de pré-qualification

### Déroulement des tournois
Les équipes qualifiées après la tour éliminatoire sont incluses dans des poules de six équipes. Chaque poule constitue un "tournoi" qui se joue sur 6 six jours (du 8 au 13 novembre 2011) dans un même lieu.
Chaque poule sera divisée en deux groupes de trois équipes qui se rencontreront toutes les trois. À la suite de ces matchs, l'équipe classée 3e de chaque groupe sera éliminée et les deux premières équipes de chaque groupe disputeront les demi-finales puis la finale de la poule (pour les vainqueurs des 2 demi-finales). L'équipe vainqueur de la finale sera qualifiée pour le prochain tour : le Tournoi de Qualification.

### Composition des poules
La composition des poules est décidée par la CEV.
| Tournoi no 1                                                     | Tournoi no 2                                            | Tournoi no 3                                                        |
| ---------------------------------------------------------------- | ------------------------------------------------------- | ------------------------------------------------------------------- |
| lieu : Kazan Russie Espagne Roumanie Belgique Slovaquie Autriche | lieu : Split Pays-Bas France Croatie Israël Grèce Suède | lieu : Bakou Tchéquie Azerbaïdjan Bulgarie Ukraine Hongrie Danemark |

### Tournoino1
Les équipes sont divisées en 2 groupes.
| Groupe 1                  | Groupe 2                  |
| ------------------------- | ------------------------- |
| Russie Belgique Slovaquie | Espagne Roumanie Autriche |

#### Première phase

##### Groupe 1
| # | Équipe    | Pts | J | G | Gt | Pt | P | Sp | Sc | Ratio | Pp  | Pc  | Ratio |
| 1 | Russie    | 6   | 2 | 2 | 0  | 0  | 0 | 6  | 0  | MAX   | 150 | 103 | 1.456 |
| 2 | Belgique  | 3   | 2 | 1 | 0  | 0  | 1 | 3  | 3  | 1     | 135 | 122 | 1.107 |
| 3 | Slovaquie | 0   | 2 | 0 | 0  | 0  | 2 | 0  | 6  | 0     | 90  | 150 | 0.6   |

##### Groupe 2
| # | Équipe   | Pts | J | G | Gt | Pt | P | Sp | Sc | Ratio | Pp  | Pc  | Ratio |
| 1 | Roumanie | 6   | 2 | 2 | 0  | 0  | 0 | 6  | 1  | 6     | 169 | 143 | 1.182 |
| 2 | Espagne  | 3   | 2 | 1 | 0  | 0  | 1 | 4  | 3  | 1.333 | 157 | 146 | 1.075 |
| 3 | Autriche | 0   | 2 | 0 | 0  | 0  | 2 | 0  | 6  | 0     | 114 | 151 | 0.755 |

#### Phase finale
|  | Demi-finales                      | Demi-finales                |        |   | Finale                            | Finale                            |
|  | Demi-finales                      | Demi-finales                |        |   | Finale                            | Finale                            |
|  |                                   |                             |        |   |                                   |                                   |
|  | 12.11.11, 25-14 25-10 25-15       | 12.11.11, 25-14 25-10 25-15 |        |   | 13.11.11, 25-17 22-25 25-11 25-18 | 13.11.11, 25-17 22-25 25-11 25-18 |
|  | 12.11.11, 25-14 25-10 25-15       | 12.11.11, 25-14 25-10 25-15 |        |   | 13.11.11, 25-17 22-25 25-11 25-18 | 13.11.11, 25-17 22-25 25-11 25-18 |
|  | Russie                            | 3                           |        |   | 13.11.11, 25-17 22-25 25-11 25-18 | 13.11.11, 25-17 22-25 25-11 25-18 |
|  | Russie                            | 3                           |        |   | 13.11.11, 25-17 22-25 25-11 25-18 | 13.11.11, 25-17 22-25 25-11 25-18 |
|  | Espagne                           | 0                           |        |   | 13.11.11, 25-17 22-25 25-11 25-18 | 13.11.11, 25-17 22-25 25-11 25-18 |
|  | Espagne                           | 0                           | Russie | 3 |                                   |                                   |
|  | 12.11.11, 19-25 27-25 25-21 25-21 |                             | Russie | 3 |                                   |                                   |
|  |                                   | Roumanie                    | 1      |   |                                   |                                   |
|  | Roumanie                          | Roumanie                    | 1      | 3 |                                   |                                   |
|  | Roumanie                          |                             |        | 3 |                                   |                                   |
|  | Belgique                          | 1                           |        |   |                                   |                                   |
|  | Belgique                          | 1                           |        |   |                                   |                                   |

### Tournoino2
Les équipes sont divisées en 2 groupes.
| Groupe 1              | Groupe 2             |
| --------------------- | -------------------- |
| Pays-Bas Israël Grèce | France Croatie Suède |

#### Première phase

##### Groupe 1
| # | Équipe   | Pts | J | G | Gt | Pt | P | Sp | Sc | Ratio | Pp  | Pc  | Ratio |
| 1 | Pays-Bas | 6   | 2 | 2 | 0  | 0  | 0 | 6  | 0  | MAX   | 150 | 75  | 2     |
| 2 | Israël   | 2   | 2 | 0 | 1  | 0  | 1 | 3  | 5  | 0.6   | 149 | 186 | 0.801 |
| 3 | Grèce    | 1   | 2 | 0 | 0  | 1  | 1 | 2  | 6  | 0.333 | 141 | 179 | 0.788 |

##### Groupe 2
| # | Équipe  | Pts | J | G | Gt | Pt | P | Sp | Sc | Ratio | Pp  | Pc  | Ratio |
| 1 | Croatie | 6   | 2 | 2 | 0  | 0  | 0 | 6  | 0  | MAX   | 150 | 103 | 1.456 |
| 2 | France  | 3   | 2 | 1 | 0  | 0  | 1 | 3  | 3  | 1     | 134 | 75  | 1.787 |
| 3 | Suède   | 0   | 2 | 0 | 0  | 0  | 2 | 0  | 6  | 0     | 86  | 150 | 0.573 |

#### Phase finale
|  | Demi-finales                      | Demi-finales                |          |   | Finale                                  | Finale                                  |
|  | Demi-finales                      | Demi-finales                |          |   | Finale                                  | Finale                                  |
|  |                                   |                             |          |   |                                         |                                         |
|  | 12.11.11, 25-14 27-25 25-20       | 12.11.11, 25-14 27-25 25-20 |          |   | 13.11.11, 25-15 19-25 19-25 25-15 13-15 | 13.11.11, 25-15 19-25 19-25 25-15 13-15 |
|  | 12.11.11, 25-14 27-25 25-20       | 12.11.11, 25-14 27-25 25-20 |          |   | 13.11.11, 25-15 19-25 19-25 25-15 13-15 | 13.11.11, 25-15 19-25 19-25 25-15 13-15 |
|  | Pays-Bas                          | 3                           |          |   | 13.11.11, 25-15 19-25 19-25 25-15 13-15 | 13.11.11, 25-15 19-25 19-25 25-15 13-15 |
|  | Pays-Bas                          | 3                           |          |   | 13.11.11, 25-15 19-25 19-25 25-15 13-15 | 13.11.11, 25-15 19-25 19-25 25-15 13-15 |
|  | France                            | 0                           |          |   | 13.11.11, 25-15 19-25 19-25 25-15 13-15 | 13.11.11, 25-15 19-25 19-25 25-15 13-15 |
|  | France                            | 0                           | Pays-Bas | 2 |                                         |                                         |
|  | 12.11.11, 25-14 25-18 21-25 25-20 |                             | Pays-Bas | 2 |                                         |                                         |
|  |                                   | Croatie                     | 3        |   |                                         |                                         |
|  | Croatie                           | Croatie                     | 3        | 3 |                                         |                                         |
|  | Croatie                           |                             |          | 3 |                                         |                                         |
|  | Israël                            | 1                           |          |   |                                         |                                         |
|  | Israël                            | 1                           |          |   |                                         |                                         |

### Tournoino3
Les équipes sont divisées en 2 groupes.
| Groupe 1                 | Groupe 2                      |
| ------------------------ | ----------------------------- |
| Tchéquie Ukraine Hongrie | Azerbaïdjan Bulgarie Danemark |

#### Première phase

##### Groupe 1
| # | Équipe   | Pts | J | G | Gt | Pt | P | Sp | Sc | Ratio | Pp  | Pc  | Ratio |
| 1 | Tchéquie | 6   | 2 | 2 | 0  | 0  | 0 | 6  | 0  | MAX   | 150 | 109 | 1.376 |
| 2 | Ukraine  | 3   | 2 | 1 | 0  | 0  | 1 | 3  | 4  | 0.75  | 151 | 157 | 0.962 |
| 3 | Hongrie  | 0   | 2 | 0 | 0  | 0  | 2 | 1  | 6  | 0.167 | 138 | 173 | 0.798 |

##### Groupe 2
| # | Équipe      | Pts | J | G | Gt | Pt | P | Sp | Sc | Ratio | Pp  | Pc  | Ratio |
| 1 | Bulgarie    | 5   | 2 | 1 | 1  | 0  | 0 | 6  | 2  | 3     | 177 | 139 | 1.273 |
| 2 | Azerbaïdjan | 4   | 2 | 2 | 0  | 1  | 0 | 5  | 3  | 1.667 | 174 | 145 | 1.2   |
| 3 | Danemark    | 0   | 2 | 0 | 0  | 0  | 2 | 0  | 6  | 0     | 83  | 150 | 0.553 |

#### Phase finale
|  | Demi-finales                      | Demi-finales                      |             |   | Finale                                 | Finale                                 |
|  | Demi-finales                      | Demi-finales                      |             |   | Finale                                 | Finale                                 |
|  |                                   |                                   |             |   |                                        |                                        |
|  | 12.11.11, 16-25 25-19 16-25 23-25 | 12.11.11, 16-25 25-19 16-25 23-25 |             |   | 13.11.11, 12-25 25-21 18-25 25-15 9-15 | 13.11.11, 12-25 25-21 18-25 25-15 9-15 |
|  | 12.11.11, 16-25 25-19 16-25 23-25 | 12.11.11, 16-25 25-19 16-25 23-25 |             |   | 13.11.11, 12-25 25-21 18-25 25-15 9-15 | 13.11.11, 12-25 25-21 18-25 25-15 9-15 |
|  | Tchéquie                          | 1                                 |             |   | 13.11.11, 12-25 25-21 18-25 25-15 9-15 | 13.11.11, 12-25 25-21 18-25 25-15 9-15 |
|  | Tchéquie                          | 1                                 |             |   | 13.11.11, 12-25 25-21 18-25 25-15 9-15 | 13.11.11, 12-25 25-21 18-25 25-15 9-15 |
|  | Azerbaïdjan                       | 3                                 |             |   | 13.11.11, 12-25 25-21 18-25 25-15 9-15 | 13.11.11, 12-25 25-21 18-25 25-15 9-15 |
|  | Azerbaïdjan                       | 3                                 | Azerbaïdjan | 2 |                                        |                                        |
|  | 12.11.11, 25-22 25-20 23-25 25-17 |                                   | Azerbaïdjan | 2 |                                        |                                        |
|  |                                   | Bulgarie                          | 3           |   |                                        |                                        |
|  | Bulgarie                          | Bulgarie                          | 3           | 3 |                                        |                                        |
|  | Bulgarie                          |                                   |             | 3 |                                        |                                        |
|  | Ukraine                           | 1                                 |             |   |                                        |                                        |
|  | Ukraine                           | 1                                 |             |   |                                        |                                        |

### Équipes qualifiées
Les équipes qualifiées pour le Tournoi de Qualification Olympique en Turquie sont :
- Russie
- Croatie
- Bulgarie
- Pays-Bas (Meilleur deuxième)

## Tournoi de qualification

### Équipes concernées
- Turquie (Organisateur / 3e du championnat d'Europe 2011)
- Serbie (1er du championnat d'Europe 2011 / non qualifié lors de la coupe du monde 2011)
- Allemagne (2e du championnat d'Europe 2011 / non qualifié lors de la coupe du monde 2011)
- Pologne (5e du championnat d'Europe 2011)
- Russie (Vainqueur du tournoi de pré-qualification no 1)
- Croatie (Vainqueur du tournoi de pré-qualification no 2)
- Bulgarie (Vainqueur du tournoi de pré-qualification no 3)
- Pays-Bas (Meilleur deuxième des tournois de pré-qualification)

#### Équipe déjà qualifiée
- Italie (4e du championnat d'Europe 2011 / qualifié lors de la coupe du monde 2011)

### Déroulement du tournoi
Les 3 équipes qualifiées après les tournois de pré-qualification participent au tournoi final de qualification comprenant 8 équipes. Le tournoi se déroulera du 1er au 6 mai 2012 au TVF Sport Complex Baskent Sports Hall d'Ankara en Turquie.
Les 8 équipes seront divisées en 2 groupes de 4 équipes qui se rencontreront toutes. À la suite de ces matchs, les équipes classées 3e et 4e de chaque groupe seront éliminées et les 2 premières équipes de chaque groupe disputeront les demi-finales puis la finale du tournoi (pour les vainqueurs des 2 demi-finales). L'équipe vainqueur de la finale sera qualifiée pour les Jeux Olympiques de 2012.

### Composition des poules
| Poule A                            | Poule B                        |
| ---------------------------------- | ------------------------------ |
| Turquie Allemagne Croatie Bulgarie | Serbie Pologne Russie Pays-Bas |

### Première phase

#### Poule A
| # | Équipe    | Pts | J | G | Gt | Pt | P | Sp | Sc | Ratio | Pp  | Pc  | Ratio |
| 1 | Turquie   | 9   | 3 | 3 | 0  | 0  | 0 | 9  | 1  | 9     | 248 | 198 | 1.253 |
| 2 | Allemagne | 6   | 3 | 2 | 0  | 0  | 1 | 7  | 3  | 2.333 | 242 | 198 | 1.222 |
| 3 | Bulgarie  | 3   | 3 | 1 | 0  | 0  | 2 | 3  | 6  | 0.5   | 183 | 212 | 0.863 |
| 4 | Croatie   | 0   | 3 | 0 | 0  | 0  | 3 | 0  | 9  | 0     | 160 | 225 | 0.711 |

#### Poule B
| # | Équipe   | Pts | J | G | Gt | Pt | P | Sp | Sc | Ratio | Pp  | Pc  | Ratio |
| 1 | Pologne  | 7   | 3 | 1 | 2  | 0  | 0 | 9  | 5  | 1.8   | 310 | 294 | 1.054 |
| 2 | Russie   | 7   | 3 | 2 | 0  | 1  | 0 | 8  | 5  | 1.6   | 303 | 256 | 1.184 |
| 3 | Pays-Bas | 2   | 3 | 0 | 1  | 0  | 2 | 5  | 8  | 0.625 | 266 | 316 | 0.842 |
| 4 | Serbie   | 2   | 3 | 0 | 0  | 2  | 1 | 5  | 9  | 0.556 | 318 | 331 | 0.961 |

### Phase finale
|  | Demi-finales                     | Demi-finales                     |         |   | Finale                     | Finale                     |
|  | Demi-finales                     | Demi-finales                     |         |   | Finale                     | Finale                     |
|  |                                  |                                  |         |   |                            |                            |
|  | 05.05.12,26-28 26-24 25-16 25-21 | 05.05.12,26-28 26-24 25-16 25-21 |         |   | 06.05.12,25-22 25-22 25-19 | 06.05.12,25-22 25-22 25-19 |
|  | 05.05.12,26-28 26-24 25-16 25-21 | 05.05.12,26-28 26-24 25-16 25-21 |         |   | 06.05.12,25-22 25-22 25-19 | 06.05.12,25-22 25-22 25-19 |
|  | Turquie                          | 3                                |         |   | 06.05.12,25-22 25-22 25-19 | 06.05.12,25-22 25-22 25-19 |
|  | Turquie                          | 3                                |         |   | 06.05.12,25-22 25-22 25-19 | 06.05.12,25-22 25-22 25-19 |
|  | Russie                           | 1                                |         |   | 06.05.12,25-22 25-22 25-19 | 06.05.12,25-22 25-22 25-19 |
|  | Russie                           | 1                                | Turquie | 3 |                            |                            |
|  | 05.05.12,25-22 16-25 25-14 25-17 |                                  | Turquie | 3 |                            |                            |
|  |                                  | Pologne                          | 0       |   |                            |                            |
|  | Pologne                          | Pologne                          | 0       | 3 |                            |                            |
|  | Pologne                          |                                  |         | 3 |                            |                            |
|  | Allemagne                        | 1                                |         |   |                            |                            |
|  | Allemagne                        | 1                                |         |   |                            |                            |

### Équipe qualifiée
- Turquie (1re participation)